# 国立中興大学附属高級中学
国立中興大学附属高級中学（The Affiliated Senior High School of National Chung Hsing University）は、台湾台中市大里区にある大学附属の高級中学。略称、興大附中。

## 沿革
- 2001年、開校。
- 2002年9月、国立中興大学雲平ビルから大理キャンパスに移転。
- 2005年9月、語学実験クラスと数学・理科実験クラスを開設。
- 2007年9月、ランゲージラボラトリーの授業が廃止。
- 2011年8月、実験クラスとは異なる選抜方法で、数学と理科の英才教室を開設。
- 2012年5月8日、教育委員会が同校が国立中興大学の附属高校となることを承認。
- 2013年7月4日、教育部が国立大理高等学校の国立中興大学への所属変更を承認。
- 2014年2月1日、国立中興大学の附属校となり、「国立中興大学附属高等学校」に改称。